# Antonio Bonet Correa
Antonio Bonet Correa (La Coruña, 20 de octubre de 1925-Madrid, 22 de mayo de 2020) fue un catedrático e historiador del arte español, presidente de la Real Academia de Bellas Artes de San Fernando (diciembre de 2008-2015) y catedrático emérito de la Universidad Complutense de Madrid.

## Biografía
Hijo de José Bonet Peñalver y la escritora Asunción Correa Calderón. Se formó en la Universidad de Santiago de Compostela; entre 1951 y 1957 trabajó como lector en La Sorbona y profesor de Historia del Arte en la Universidad de París. Regresó a España en 1958, siendo sucesivamente profesor en la universidad madrileña, catedrático de Historia del Arte en la Universidad de Murcia, en la de Sevilla y en la Complutense de Madrid. 
En 1975 fue encarcelado, junto a otras personalidades de la cultura, por su pertenencia a la Junta Democrática, siendo puesto en libertad a los pocos días. 
Desarrolló su labor también como director del Museo de Bellas Artes de Sevilla, y es autor de numerosas obras y artículos científicos sobre arte hispanoamericano, urbanismo y barroco español. Fue crítico de arte del diario ABC y de El Correo de Andalucía.
Desde 1986 fue miembro de la Real Academia de Bellas Artes de San Fernando. En diciembre de 2008 sustituyó en la presidencia de la Academia a Ramón González de Amezúa. Permaneció en el cargo hasta 2015, siendo nombrado director honorario.
Casado con Monique Planes Durand. Tuvieron tres hijos, uno de los cuales es el historiador del arte y poeta Juan Manuel Bonet. Es hermano del jurista José Bonet Correa, catedrático de  Derecho Civil.[cita requerida]
Falleció a los noventa y cuatro años el 22 de mayo de 2020.

## Reconocimientos
- Medalla de Oro al Mérito en las Bellas Artes (2012) concedida por el ministerio de Educación y Cultura.[6]
- Premio Fundación Amigos del Museo del Prado.[7]
- Doctor honoris causa por la Universidad de Sevilla (mayo de 2017).[8]
- Plaza Antonio Bonet Correa, en Mojácar (2025).[9]